# Park Narodowy Black Canyon of the Gunnison

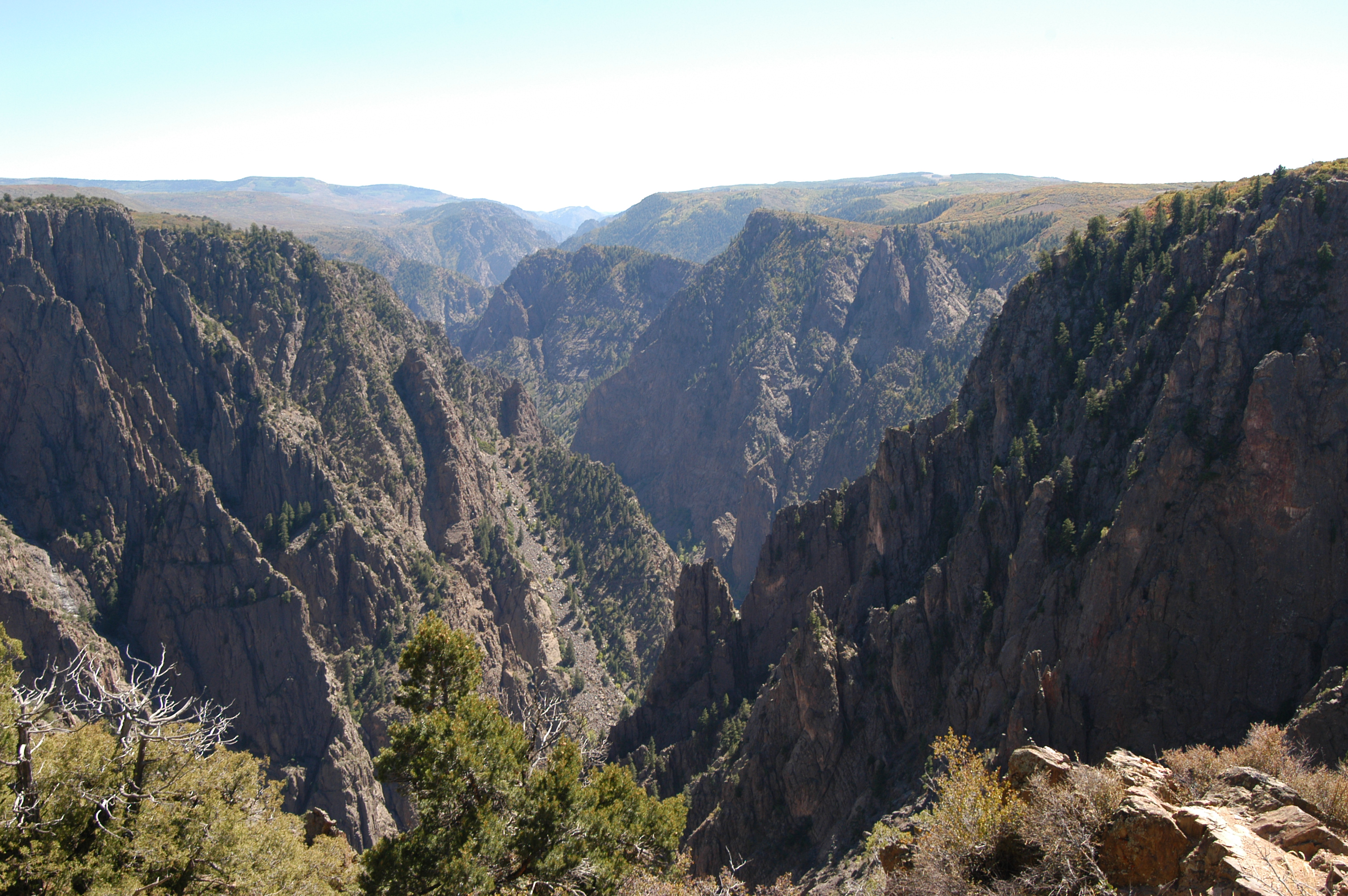

Park Narodowy Black Canyon of the Gunnison (ang. Black Canyon of the Gunnison National Park) – park narodowy położony w USA w zachodniej części stanu Kolorado. Park został utworzony w 1999 na powierzchni 133 km².

## Historia
Decyzją prezydenta Herberta Hoovera obszar kanionu został objęty ochroną 2 marca 1933 roku jako pomnik narodowy Black Canyon of the Gunnison National Monument. Granice pomnika zmieniano w 1938, 1939 i 1960 roku, zaś w 1999 roku jego rangę podniesiono do parku narodowego ustanawiając Park Narodowy Black Canyon of the Gunnison.

## Fauna
Na terenie Parku Narodowego Black Canyon of the Gunnison występuje wiele dzikich gatunków, wśród których można wymienić: puchacza wirginijskiego, modrosójkę czarnogłową, sokoła wędrownego.

## Turystyka
Infrastruktura turystyczna parku jest stosunkowo dobrze rozwinięta. Park posiada kemping oraz kilka kilometrów szlaków turystycznych. W parku możliwe jest również uprawianie wspinaczki.